# Boy A
Pour plus de détails, voir Fiche technique et Distribution.
Boy A est un film dramatique britannique réalisé par John Crowley. Initialement produit pour la télévision, le film a d'abord été montré dans quelques festivals, puis diffusé sur Channel 4 au Royaume-Uni, avant d'être distribué en 2007 au cinéma. 
C'est l'adaptation cinématographique du roman Jeux d'enfants (Boy A, 2004) écrit par Jonathan Trigell et disponible aux Éditions Gallimard, dans la collection Série noire. Le personnage de Jack s'inspire d'un ami de l'écrivain ayant été placé dans un centre de détention pour mineur - pour un délit et non pour un crime de sang comme dans le film - et dont la réinsertion dans la société fut très difficile.

## Synopsis
Jack Burridge s'installe avec son oncle Terry dans une petite ville britannique. Sauf que son vrai nom n'est pas Jack Burridge et que Terry n'est pas son oncle mais son contrôleur judiciaire. Jack sort de prison, incarcéré pour le meurtre d'une fillette, commis, alors qu'il était enfant, avec son copain Philipp qui s'est ensuite suicidé ou aurait été assassiné en prison. Il tente de prendre un nouveau départ, aidé par Terry, qui voit en lui son plus beau succès de réhabilitation.
Hanté par ses actions et ses rêves, et essayant de construire sa nouvelle vie, Jack évolue entre le secret qui lui pèse et sa volonté d'aller de l'avant, s'épanouissant dans son travail et avec sa nouvelle petite amie. Cependant, son équilibre psychologique reste fragile et le poids de son histoire dont il ne peut parler à personne le tourmente.
Malheureusement, il est un jour rattrapé par son passé lorsque sa photo est publiée dans les journaux par un concours de circonstances et qu'il devient la cible de la haine populaire, à jamais considéré comme un meurtrier.

## Fiche technique
- Titre : Boy A
- Réalisation : John Crowley
- Scénario : Mark O'Rowe, d'après le roman de Jonathan Trigell
- Décors : Jon Henson et Andrea Hughes
- Costumes : Julian Day
- Photographie : Rob Hardy (en)
- Musique : Paddy Cunneen
- Direction artistique : Andrea Hughes
- Décors : Jon Henson
- Costume : Julian Day
- Montage : Paddy Cunneen
- Production : Tally Garner, Lynn Horsford, Liza Marshall et Nick Marston
- Montage : Lucia Zucchetti (en)
- Pays d'origine :  Royaume-Uni
- Langue originale : anglais
- Lieu de tournage : Manchester et Blackpool (Angleterre, Royaume-Uni)
- Format : Couleurs - 1,85:1 - Dolby Digital - 35 mm
- Genre : Drame
- Durée : 100 minutes
- Société de distribution : Pyramide Distribution, France 
 The Weinstein Company, États-Unis
- Dates de sortie :
  -  Canada : 8 septembre 2007 (Festival de Toronto)
  -  Royaume-Uni : 28 octobre 2007 (Festival de Londres), 26 novembre 2007 (première télévisuelle)
  -  États-Unis : 25 avril 2008 (Festival Tribeca), 24 mai 2008 (Festival de Seattle), 11 juillet 2009 (Festival du Maine), 23 juillet 2008 (sortie limitée)
  -  France : 25 février 2009
  -  Belgique : 11 mars 2009

## Distribution
- Andrew Garfield (VF : Taric Mehani) : Jack Burridge
- Peter Mullan : Terry
- Siobhan Finneran : Kelly
- Katie Lyons (VF : Dorothée Pousséo) : Michelle
- Shaun Evans (VF : Thomas Roditi) : Chris
- Alfie Owen : Eric Wilson
- Taylor Doherty : Philip Craig
- Skye Bennett : Angela Milton
- Jeremy Swift : Dave
- Anthony Lewis (VF : Paolo Domingo) : Steve
- James Young (VF : Sébastien Desjours) : Zeb

## Inspiration
Le livre est librement inspiré d'un fait divers tragique de 1993, la torture et le meurtre d'un enfant de deux ans (James Bulger) par deux jeunes garçons de dix ans (Robert Thompson, « Child B » et Jon Venables, « Child A »). Ce fait divers fut sans doute l'un des premiers crimes filmés par des caméras de surveillance : la scène de l'enlèvement, dans un centre commercial, frappe par sa banalité, ce qui concourra à faire passer ces enfants meurtriers pour des monstres froids.
Relâchés à l'âge de dix-huit ans, ils bénéficièrent d'une nouvelle identité et d'un nouveau départ, ce qui déchaina une campagne de presse très violente, une grande partie de la population les considérant comme des monstres à enfermer à vie ou presque, sans pardon possible .
Le film illustre les conséquences d'une vision du monde anglo-saxonne qui privilégie la thèse d'une origine génétique à une analyse des mécanismes sociaux et familiaux qui peuvent conduire à ces actes ; or, les deux garçons criminels étaient profondément marqués par leur entourage familial et victimes : inceste, tentatives de suicides, alcoolisme, violence, internements psychiatriques, ce qui ne fut pas évoqué lors du procès.
Le film se montre prémonitoire quand en mars 2010, à la suite de nouvelles infractions de Jon Venables (possession de stupéfiant et d'images pédo-pornographiques), les tabloïds appellent à la suppression de la protection des criminels en cas de récidive.

## Distinctions

### Récompenses
2008
- British Academy Television Awards du meilleur réalisateur pour John Crowley
- British Academy Television Awards du meilleur acteur pour Andrew Garfield
- British Academy Television Awards du meilleur montage pour Paddy Cunneen
- British Academy Television Awards de la meilleure photographie pour Rob Hardy (en)
- Prix du Jury œcuménique au Festival de Berlin
- Grand prix du jury au Festival du film britannique de Dinard 2008
- Prix du public au Festival de Dinard
- BAFTA Awards du meilleur acteur à la télévision pour Andrew Garfield

### Nominations
- Bodil Awards du meilleur film non-américain
- Irish Film and Television Awards du meilleur réalisateur pour John Crowley